# Лавеццари, Андрей Карлович
Андрей Карлович Лавеццари (1815—1881) — живописец-акварелист, академик акварельной перспективной живописи Императорской Академии художеств.

## Биография
Художественное образование получил в Императорской Академии художеств, в которой был учеником А. П. Брюллова по классу архитектуры. Закончил академический курс (1843) со званием неклассного художника архитектуры, многократно путешествовал по разным странам и посвятил себя акварельной перспективной живописи. Присвоено звание академика акварельной перспективной живописи (1850) за исполненную им программу «Проект дома Дворянского Собрания в губернском городе» и за рисунки пейзажей, строений и внутренних видов, исполненных во время заграничного путешествия.
Оформил огромное количество видов, любопытных в историческом или в художественном отношении памятников зодчества Константинополя, Палестины, Египта, Греции, Италии, Испании, Алжира, южной Франции и т. д. — рисунков, отличающихся верной передачей перспективы и ловким приёмом кисти.

Примеры работ А. К. Лавеццари
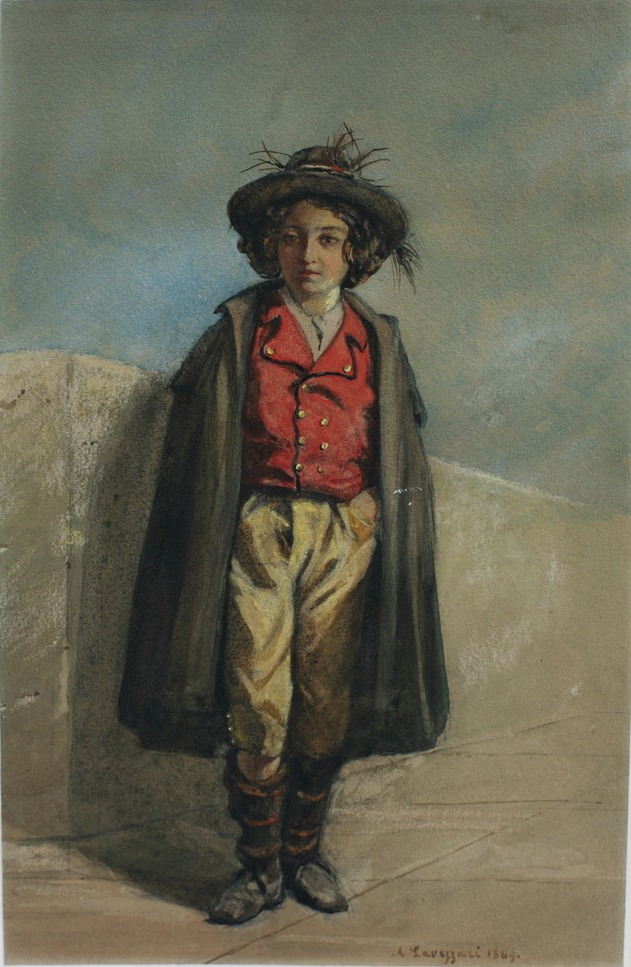
Портрет мальчика (1845)
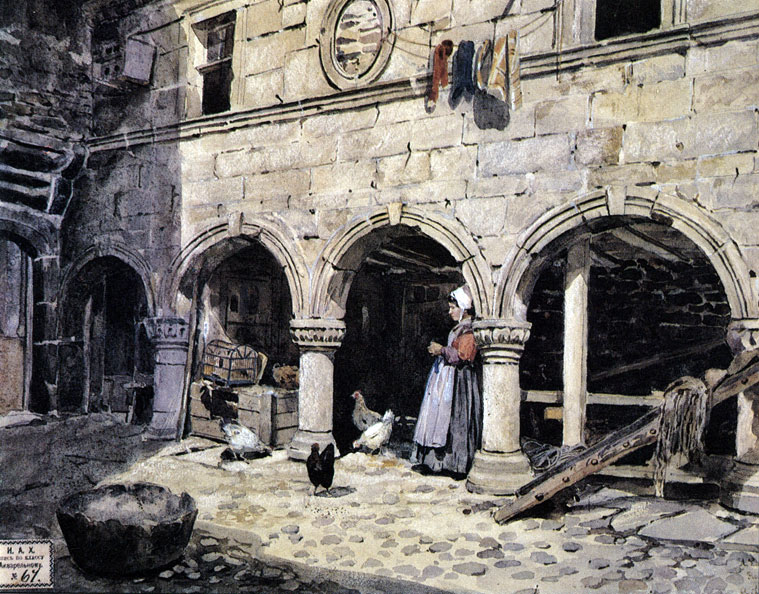
Дворик, Роскоф, Франция (1870)
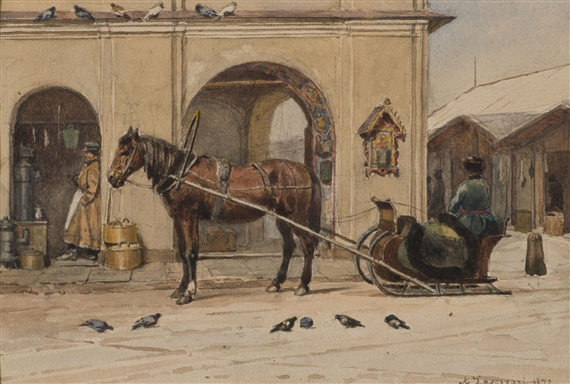
Остановка саней (1872)